# 척과천
척과천(尺果川)은 울산광역시 울주군 범서읍 척과리의 척과저수지에서 발원하여 대체로 남동류하다가 울산광역시 울주군 범서읍에서 두산천이 합류되고 울산광역시 중구 다운동에서 안골천이 합류되고 국도 제14호선의 길과 비슷하게 남류하다가 울산광역시 중구 다운동의 태화강으로 흘러드는 강이다. 네이버 지도에서는 구룡천(九龍川)이라고 표기되어 있다. 2008년 11월 19일 멸종위기인 잔가시고기가 이 강에서 잡혔다. 2010년 11월 12일에는 이 강의 잔가시고기가 2008년에 비해 서식지는 2배, 서식밀도는 10배나 증가했다. 2012년 4월 26일에는 2016년에 자연 생태계 조성이 완료될 야생 동‧식물 보호 세부 계획을 수립하였다.